# Sassandria
Sassandria is een geslacht van hooiwagens uit de familie Assamiidae.
De wetenschappelijke naam Sassandria is voor het eerst geldig gepubliceerd door Roewer in 1912. 

## Soorten
Sassandria omvat de volgende 2 soorten:
- Sassandria bicolor
- Sassandria tenuipes